# Gaston Litaize
Gaston Gilbert Litaize (Ménil-sur-Belvitte, Vosges (França), 11 d'agost, 1909 - Bruyères (Vosges), 5 d'agost, 1991) va ser un organista i compositor francès.
Considerat un dels mestres de l'orgue francès del segle xx, va fer gires, va gravar, va treballar a les esglésies i va ensenyar als estudiants a París i als voltants. Cec des de la infància, va estudiar i ensenyar durant la major part de la seva vida a l'Institut National des Jeunes Aveugles (Institut Nacional de Cecs).

## Biografia
Una malaltia li va fer perdre la vista just després de néixer. Va entrar a l'Institut per a cecs de jove, estudiant amb Charles Magin, que el va animar a traslladar-se a París i a estudiar Adolphe Marty a l'Institut National des Jeunes Aveugles, el que va fer de 1926 a 1931. Paral·lelament, va ingressar al Conservatori de París l'octubre de 1927, estudiant amb Marcel Dupré i Henri Büsser, així com en privat amb Louis Vierne. Al llarg de sis anys, va guanyar els primers premis d'orgue, improvisació, fuga i composició, així com el Prix Rossini per la seva cantata Fra Angelico. El 1938 va acabar segon després d'Henri Dutilleux al Prix de Rome, que es diu que era la primera vegada que una persona cega era acceptada al concurs; posteriorment va demanar a Dutilleux moltes vegades que compongués per a l'orgue, però no se'n va sortir.
Va començar a treballar com a organista a Saint-Cloud el 1934, i després de deixar el Conservatori de París el 1939 va tornar a l'Institut National des Jeunes Aveugles per ensenyar harmonia. El 1944 va començar una direcció de trenta anys de programes de ràdio religiosos, on va supervisar cinc emissions setmanals. Va ocupar un lloc el 1946 a St François-Xavier, París, on va romandre com a organista fins a la seva mort. El 1975 es va retirar de la ràdio i va començar a ensenyar orgue al Conservatori de St Maur-des-Fossés, on va "guanyar nombrosos deixebles". Va morir el 1991 a Bruyères, Vosges.
Com a intèrpret, Litaize va fer una gira per França, Europa occidental, Estats Units i Canadà. La seva primera gira nord-americana va ser a la tardor de 1957. El seu enregistrament de la Messe pour les paroisses de François Couperin a l'orgue de Saint-Merri va obtenir crítiques molt positives, anomenades "admirablement gravat" a The Musical Times i una "actuació fina i sensible" a Music and Letters. Inusualment, va optar per no utilitzar notes inégales en l'actuació, encara que estava molt interessat en investigar la música "antiga". Les seves improvisacions es van anomenar "exhibicions trencadores" i es van comparar favorablement amb Dupré, Demessieux, Cochereau i Heiller.

Litaize va tenir una gran influència en generacions d'organistes francesos. Va inspirar a Olivier Latry a triar la seva carrera:
| « | "Amb 16 anys vaig guanyar el primer premi de piano... i vaig pensar que podria continuar els estudis de piano al Conservatori de París... No obstant això, vaig decidir tocar l'orgue, escollint com a professor Gaston Litaize al CNR de St-Maur-des-Fossés ja que l'havia escoltat donar un recital molt emocionant a la catedral de Boulogne-sur-Mer. Va ser això el que va confirmar el meu desig de tocar l'orgue." | » |

 També va ser professor d'orgue de diversos organistes notables, com Antoine Bouchard, Theo Brandmüller, Olivier Latry, Françoise Levechin-Gangloff, Kenneth Gilbert, Jean-Pierre Leguay i René Saorgin.